# 野田暉行
野田 暉行（のだ てるゆき、1940年6月15日 - 2022年9月18日）は、日本の作曲家。東京藝術大学名誉教授。

## 経歴
三重県津市に生まれる。高校時代、放送委員としてさまざまなクラシック音楽のレコードに触れたことがきっかけとなって作曲家になることを決意し、独学でピアノ練習や交響曲などの作曲を試みる傍ら、1959年、池内友次郎の許を訪ねて本格的に作曲理論の勉強を開始する。1964年、東京藝術大学音楽学部作曲科卒業、1967年、東京藝術大学大学院修了。池内友次郎、矢代秋雄、島岡譲に師事。在学中の1963年、日本音楽コンクール第1位。
類いまれな和声感や構造性、真髄を捉えた旋律は国内外からも非常に高く評価され頻繁に演奏されている。洋楽の伝統を受け継ぎ探求しながら、邦楽においても深く興味を持ち、邦楽曲も数多く書いている。尾高賞、文化庁芸術祭優秀賞、東京都百年記念祝典曲優秀賞、イタリア放送協会賞ほか数々の賞を受賞。
卒業以来母校で教鞭を執り、1986年度から2007年度まで東京藝術大学教授を、また2002年度から2005年度まで同大学副学長を務めた。日本近代音楽財団、日本交響楽振興財団各評議員。各種コンクール審査員。
新実徳英、西村朗、安良岡章夫、夏田昌和、長生淳、伊藤康英、荻久保和明、糀場富美子など、多くの弟子を育てているほか、2000年には作曲家集団「21世紀音楽の会」を結成し代表を務めていた。
2019年春の叙勲で瑞宝中綬章を受章。
2022年9月18日、肝細胞がんのため死去。82歳没。歿日付で正四位に叙された。

## 人物

### 係累
香代子夫人は別宮貞雄の養女である。長女瑛里子は、E World Japanの代表者であり、文化庁に於ける出版権の設定の登録の上、著作物の出版物管理を、演奏権等はJASRACに委託している。
長女によると、9月18日の亡くなる13時間ほど前、既に完成した2022年最後の新作ピアノソナタ（ピアニスト岡田博美委嘱作品、初演2022年11月26日）の音の最善性を脳内で確認をする父の姿を見、亡くなる瞬間まで看取った。
未完成のバイオリンコンチェルトは1楽章までの未完である。
《訂正について》
国立東京藝術大学音楽学部同声会会報26号訂正について、以下のようにホームページとともに東京藝術大学副学長から訂正が出た。
『8月発行の同声会報第26号掲載の「追悼　野田暉行先生」P.77の9行目の終わりから10行目について、ご遺族からのお申し出により訂正させていただきます。
「お嬢様の瑛里子様が徹夜で看取る13時間前までに、このピアノ・ソナタについて作曲家として気にかけていらしたと、危篤2時間前に再度駆けつけた香代子夫人により、ご逝去の知らせと共に伺った。」
安良岡章夫
（東京藝術大学音楽学部教授・1977・作曲）』
。
母校三重県立津高等学校では、公式ホームページは長女の個人の作製によるものであること、亡くなる時系列な部分について、以下のように触れられている。
『2023年12月22日（金） お知らせ　会報５９号　
「思い出　暉さんのこと」について
１０行目から１２行目にある逝去の日のご様子については、
　「野田暉行  公式サイト」　    https://www.teruyuki-noda-officeoversea.com/
に、長女の瑛里子さんが次のように書かれています。
「亡くなる13時間ほど前、既に完成したこの作品（新作ピアノ・ソナタ）の音の最善性を脳内で確認をする父の姿を見、亡くなる瞬間まで看取りました。最期まで作曲家であり、この作品が完成作品としての最後の最新遺作となります。」
　なお、このサイトは瑛里子さんが１０年以上にわたって作成に尽力されてきたもので、「野田暉行のすべて」ともいえる充実したものであり、また瑛里子さんの父君に対する深い愛情と使命が感じられます。サイト内の「MEMORIAL TEXT（思い出の中に）」のページには戦時中から津高までが詳述されています。津高同窓の方は、ぜひご覧ください。』
。
重要無形文化財保持者（人間国宝）四代目中村梅玉との交流から、重要無形文化財保持者（人間国宝）六代目中村歌右衛門の所持品であった
大きな犬のぬいぐるみがある。
。
本業薬剤師の長女瑛里子により2009年末当時、個人でホームページを持つ人が少ない日本で馴染みの少なかった海外オープンソースCMS「Joomla！1.5」を用い、父親のホームページを立ち上げ、2010年に個人事業主としてE World Japanの専従者給与者に両親を据えている。初期のホームページは魚拓されている。
ロゴは職場の本業休憩時に独自デザインされ、EとTとNの頭文字が含まれる。商標登録まで数年、父娘の出版権の設定は文化庁登録済みである。

直筆譜等の寄贈などは長女に2023年よりなされている。東京藝術大学（TUA）附属図書館上野本館（直筆譜寄贈）、明治学院大学図書館 遠山一行記念　日本近代音楽館、大原美術館、各大学の納本を含め、学術CiNii図書などで寄贈本を学術研究本として検索可能。
野田暉行の寄稿文（他社からの寄稿含）、所有の各書籍とそのデジタルデータ他、演奏記録オープンリール音源まで、代表作、Jasrac登録192作品を主体とした直筆カラーのE World Japan出版の東京藝術大学附属図書館本館寄贈納本シリーズは寄贈先での学術研究利用が可能。。
2024年カメラータ・トウキョウfacebookにて訂正が出された。
『＊お詫びと訂正
2022年11月26日(土)東京文化会館小ホールで開催された岡田博美ピアノリサイタル2022の配布プログラム中にある、野田暉行氏作品のプログラム解説部分に記載された下記の文章が、ご遺族のお申し出により、事実と相違があることが判明いたしました。従いまして、この誤りを心より深くお詫びし、次のように訂正させていただきます。
訂正前「亡くなられる…
訂正後「ご息女瑛里子様が徹夜で看取られる13時間前まで、このピアノ・ソナタのことを作曲家として気にかけていらしたことを、ご逝去２時間前に駆けつけられた香代子夫人から伺いました。」』
。
作品表はリスト内の作品は、作曲者が重要だと考えた年の順に並べられており、邦題だけで英語の題名が無いものもある。作品表にない作品・自身が記録した演奏目録は息女（瑛里子）によって寄贈先へ寄贈された。
。
ホームページによると兄弟間の交流は絶たれている。
。

## 代表作

### 管弦楽曲
- 一楽章の交響曲（1963年）[16]
- 交響的断章（1964年）
- 交響曲第1番 op.8（1966年）
- コラール交響曲（1968年）
- 管弦楽のための断層（1969年）
- 変容 op.18（1971年）
- ピアノ協奏曲（1977年）
- 交響曲第2番（1983年）
- ギター協奏曲（1984年）
- 交響壁画 -祝典幻想曲-（1987年）
- アドリア狂詩曲 ギターと弦楽オーケストラのための（1988年）
- 管弦楽のための カーナバル（1989年）
- 三重讃歌（1990年）
- ルミナス―光芒の彼方から 尺八、箏、管弦楽のための（1995年）
- 開眼会 2人の独唱、合唱、管弦楽のための（1998年）

### 室内楽曲・器楽曲
- 瞑想曲（1960年）
- ホルン三重奏曲（1963年）
- ピアノ三重奏曲（1963年）
- 四重奏曲―ホルン、チェロ、チェレスタ、ティンパニのための（1965年）
- 瞑想と遠い円舞曲（1966年）
- 3つのピアノ曲（1966年）
- マリンバと3本のフルートとコントラバスのための五重奏曲 朝の歌（1968年）
- ピアノのための 3つの展開（1969年）
- エクローグ フルートと打楽器のための（1970年）
- オブセッション（1974年）
- リフレクション（1976年）
- インテルメッツォ ギターのための（1977年）
- 子供のアルバム（1982年）
- ノヴェレッテ（1983年）
- ハープ･ソロのための エンデミオンの夢（1984年）
- 弦楽四重奏曲 （1986年）
- 庭園にて ヴァイオリンとピアノのための（1986年）
- ピアノのための オード・カプリシャス（1986年）
- コンソナンス 木管五重奏とピアノのための（1993年）
- ピアノのための モノドラマ（1994年）
- 虚空の歌―尺八、２面の箏のための（1996年）
- ポエムI
- ポエムII
- ピアノソナタ（2022年)

### 合唱曲
- 空がこんなに青いとは（1970年） - 昭和45年度NHK全国学校音楽コンクール小学校の部課題曲
- 混声合唱曲「死者の書」op.19（1971年）
- 白い花（1977年） - 昭和52年度NHK全国学校音楽コンクール小学校の部課題曲
- 混声合唱組曲「青春」（1978年）
- 女声合唱とピアノのための交響詩「有明の海」（1981年）
- 混声合唱曲「みぞれ」（1983年） - 昭和58年度NHK全国学校音楽コンクール高等学校の部課題曲
- 混声合唱曲「走れメロス」
- 女声三部合唱組曲「湘南賛歌」（1990年）
- 地球が私を愛するように（1991年） - 平成3年度NHK全国学校音楽コンクール中学校の部課題曲
- 晋我追悼曲（2009年）
- 女声合唱曲「風よ」（2009年）

### その他の作品
- オペラ「大仏開眼」（2011-2015年）未初演
- 能「高山右近」（1997年）
- 和声50課題集
- 『モーツァルト神童とよばれた天才作曲家』集英社学習漫画世界の伝記 野田暉行監修 高瀬直子漫画 1989年
- 津西高等学校校歌
- 四日市市立笹川東小学校 校歌